# François Crépin

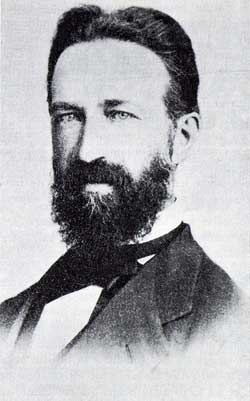
François Crépin

François Crépin (* 30. Oktober 1830 in Rochefort; † 30. April 1903 in Brüssel) war ein belgischer Botaniker. Sein offizielles botanisches Autorenkürzel lautet „Crép.“

## Leben und Wirken
Crépin gründete im belgischen Gent eine Gartenbaumschule. 1862 gründete er die Société Royale de Botanique de Belgique. Von 1876 bis 1901 war er Direktor des Botanischen Gartens Brüssel.
1872 wurde er korrespondierendes und 1875 ordentliches Mitglied der Académie royale des Sciences, des Lettres et des Beaux-Arts de Belgique.
Die Pflanzengattung Crepinella March. ist nach ihm benannt worden. Gleiches gilt für den Crépin Point, ein Kap an der Küste von King George Island im Archipel der Südlichen Shetlandinseln.

## Werke
- Manuel de la Flore de Belgique. 1860 (6. Auflage 1916).
- Primitiae monographiae Rosarum … (1869–1882).